# Karl Ollmert

Karl Ollmert

Karl Ollmert (* 12. Februar 1874 in Herten in Westfalen; † 9. April 1965 in Frankfurt am Main) war ein deutscher Politiker (Zentrum und NSDAP).

## Leben und Wirken
Nach dem Besuch der Volksschule in Herten in den Jahren 1880 bis 1888 arbeitete Ollmert bis 1906 als Bergarbeiter in verschiedenen Gruben im Ruhrgebiet. Von 1896 bis 1909 amtierte er in Hamborn als Bezirksleiter des Gewerksvereins Christlicher Bergarbeiter Deutschlands. Anschließend übernahm er dieselbe Funktion im Gewerksverein Christlicher Bergarbeiter Deutschlands im Saarrevier. Von 1912 bis 1920 arbeitete Ollmert als Redakteur für die Saarpost bzw. die Saarbrücker Landeszeitung in Saarbrücken. Politisch widmete er sich in den folgenden Jahren vor allem der Sozialpolitik und gewerkschaftlichen Fragen. 1917 wurde Ollmert Mitglied des Preußischen Abgeordnetenhauses für den Wahlkreis Saarburg-Merzig-Saarlouis. 1918 wurde er Mitglied der Stadtverordnetenversammlung von Saarbrücken.
Im Februar 1919 wurde Ollmert als Kandidat der Zentrumspartei für den Wahlkreis 21 (Koblenz und Trier) in die Weimarer Nationalversammlung gewählt, der er bis zur Wahl des ersten republikanischen Reichstags im Juni 1920 angehörte. Anschließend beteiligte Ollmert sich am Kampf gegen die französischen Truppen im Saarland, das seit dem Kriegsende unter französischer Besatzung stand. Wegen eines angeblichen Anschlages gegen die äußere Sicherheit des französischen Staates wurde Ollmert, der sich inzwischen in Frankfurt aufhielt, von einem französischen Militärgericht in Saarbrücken in Abwesenheit zu lebenslanger Deportation in ein befestigtes Lager verurteilt. Mit Aufnahmedatum vom 1. August 1933 wurde er als Mitglied der NSDAP geführt.

## Veröffentlichungen
- Die Regelung der Saarfrage auf der Pariser Friedenskonferenz. In: Der Weg zur Freiheit. Jahrgang 10, Heft 3, 1930, S. 41–44.
- mit Fritz Hellwig: Die Saar unter Fremdherrschaft. Eine Chronik der Tatsachen. Saarbrücken 1934.
- Stimmungsbilder aus dem Saarkampf. In: Theodor Vogel (Hrsg.): Der Saar-Befreiungskampf im Reich 1918–1915. Berlin 1935, S. 175–186.